# カガミ (原画家)
カガミ（1978年2月18日 - ）は、日本の原画家・イラストレーター。北海道在住。

## 人物
過去に使用していた名義は嘉神、全年齢向けの名義として嘉臥深がある。
専門学校を卒業後、グラフィック会社に入社。ドット絵や、ロボットゲームのグラフィックなどを担当していた。同人作品をリリススタッフが見たことがきっかけで『対魔忍アサギ』で原画家デビュー。いわゆる「アヘ顔」には定評がある。「アヘ顔」を取り入れたのは『対魔忍アサギ』からで、むらかみてるあきのアニメ作品を参考にしたという。
デザインしたキャラクターの中では、『対魔忍アサギ』の朧、『対魔忍アサギ 決戦アリーナ』の連翹あざみと【影の支配者】さくら、『監獄戦艦2 要塞都市の洗脳改造』のアリシア・ビューストレームなどが気に入っていると述べている。

## 担当作品

### ゲーム原画
リリス
- 対魔忍アサギ[11]
- 対魔忍アサギ外伝 カオス・アリーナ編
- 対魔忍アサギ完全版
- 対魔忍アサギ2 淫謀の東京キングダム[11]
- 対魔忍アサギ2 淫謀の東京キングダム 完全版
- LILITH-IZM02 〜中出し/孕ませ編〜[11]/対魔忍アサギ外伝 the Nightmare
- 対魔忍ムラサキ 〜くノ一傀儡奴隷に堕つ〜
- LILITH-IZM04 〜褐色編〜[11]/対魔忍アサギ外伝 サマーデイズ
- 対魔忍ユキカゼ（※過去作からの流用の一部のみ）
- 対魔忍アサギ PREMIUM BOX
- 対魔忍アサギ3[11]
- 対魔忍アサギ 決戦アリーナ[11]
- 対魔忍ユキカゼ ANIMATION（※過去作からの流用の一部のみ）
- 対魔忍ユキカゼ2（※過去作からの流用の一部のみ）
- 対魔忍紅（※過去作からの流用の一部のみ）
- 対魔忍アサギZERO
- 監獄戦艦 〜非道の洗脳改造航海〜[11]
- シオン 残酷な魔法の天使[11]
- LILITH-IZM03 〜IFストーリー編〜/監獄戦艦IF[11]
- 鋼鉄の魔女アンネローゼ[11]
- 監獄戦艦2 要塞都市の洗脳改造[11]
- 監獄戦艦2 the-Anime
- 監獄戦艦2 要塞都市の洗脳改造 完全版
- 監獄戦艦 PREMIUM BOX
- 堕ちる人妻[11]
- カーラ The Blood Lord[11]
- 陰陽騎士トワコ 〜蛇神の淫魔調教〜[11]
- 監獄戦艦3 熱砂の洗脳航路[11]

BISHOP
- 牝教師 〜淫辱の教室〜[11]
- 牝教師2 〜淫従の螺旋〜[11]
- 教育指導[11]
- 三射面談〜連鎖する恥辱・調教の学園〜[11]
- 裏教師〜背徳の淫悦授業〜[11]
- 牝教師3 〜淫悦の学舎〜[11]
- 牝教師4 〜穢された教壇〜[11]

### イラスト
- 対魔忍アサギ2（ZIZ）キービジュアル/パッケージ、特典タペストリー[12]
- 対魔忍アサギ（小説版）
- 対魔忍ムラサキ 〜くノ一傀儡奴隷に堕つ〜（小説版）
- 対魔忍アサギ2 淫謀の東京キングダム（小説版）
- 対魔忍アサギ 恥虐の暗黒遊戯（キルタイムコミュニケーション）[11]
- 対魔忍アサギ3 最強の対魔忍 〜井河アサギ編〜
- 対魔忍アサギ3 鋼鉄の死神 〜甲河アスカ編〜
- 対魔忍アサギ3 淫獄都市の雌忍（キルタイムコミュニケーション）表紙[13]
- 対魔忍アサギアンソロジーコミックス（キルタイムコミュニケーション）表紙[14]
- コミックアンリアルアンソロジー Lilithコレクション3（キルタイムコミュニケーション）表紙[15]
- メガミクライシス 10（キルタイムコミュニケーション）表紙[16]
- 二次元ドリームマガジン 2013年4月号 Vol.69（キルタイムコミュニケーション）表紙[17]
- 二次元ドリームマガジン 2014年4月号 Vol.75（キルタイムコミュニケーション）表紙[18]
- 『対魔忍アサギ決戦アリーナグッズセット』コミックマーケット87：2014年12月28日 - 30日限定販売、LILITH NET SHOP：2015年1月14日予約販売 - 設定資料集「対魔忍アサギ決戦アリーナキャラクタービジュアルブック」、A4クリアファイル5種セット、B2タペストリー、ドラマCD、『決戦アリーナ』で使用できる限定カード用のシリアルナンバー（公式通販の予約版では単なる玩具としてのトレーディングカード）のセットで、井河アサギ/秋山凜子/篠原まりVer.という3種類がある。
- 『魔界騎士イングリッド抱き枕カバー バイブアクメエロCD付』LILITH NET SHOP：2012年6月27日予約販売
- 『対魔忍アサギ3-井河アサギ抱き枕カバー 対魔忍拘束凌辱CD付き』LILITH NET SHOP：2012年10月29日予約販売
- 『対魔忍アサギ3-井河さくら抱き枕カバー 対魔忍学園凌辱日記CD付き』同上 - 『アサギ3』の姿（年齢）で『ユキカゼ』までの旧対魔忍スーツを着ている設定。
- 『アサギ冬仕様毛布抱き枕カバー』コミックマーケット83：2012年12月29日 - 31日限定販売、LILITH NET SHOP：2012年12月29日予約販売、品番：LGD-73001
- 『対魔忍アサギ3・井河さくら抱き枕カバー さくら孕ませ受精ドラマCD付き』LILITH NET SHOP：2013年8月9日予約販売、品番：LGD-70020
- 『[対魔忍アサギ3・八津紫抱き枕カバー 紫凌辱調教ドラマCD付き』同上、品番：LGD-70021
- 『対魔忍アサギ3 井河さくら抱き枕カバー ドスケベ対魔忍汁だくVer. 淫乱雌奴隷さくらのぶっかけエロCD付き』同上、品番：LGD-70033
- 『対魔忍アサギ3 井河アサギ抱き枕カバー ドMアサギのマゾ雌豚奉仕CD付き』同上、品番：LGD-70031
- オナホール『対魔忍アサギ』同上：2013年1月15日&2月5日予約販売 - 公式通販版A・B・C・Dセットには撮り下ろしのドラマCD「風俗嬢アサギ」「新人アスカ嬢」などが特典として付属する。
- オナホール『対魔忍アサギ3 光陣華ホール』同上：2015年7月25日販売
- レジェンドオブヴァンディア（バンダイネットワークス）[11]
- トレジャー オブ ゲノム～戦乱の章～（バンダイネットワークス）[11]
- 厳格クールな先生がアヘボテオチ!（フランス書院美少女文庫）[11]
- 厳格クールな先生がアヘボテオチ! 上巻 モテサプリのトンデモ副作用（メリー・ジェーン）
- 厳格クールな先生がアヘボテオチ! 下巻 絶頂漬けの10日間（同上）

## 画集
- 『nuye / ヌイェ カガミビジュアルワークス』（インフィニブレイン、2007年7月27日発行）LVC-20001
- 『irenka / イレンカ カガミビジュアルワークス』（インフィニブレイン、2011年2月25日初版発行、2冊組）LVC-20003
- 『картина KAGAMI×BISHOP ART WORKS 初回限定版』（コアマガジン、2011年12月3日初版第一刷発行、2冊組）ISBN 978-4-86436-184-2